# 戈兰·特罗博科
戈兰·特罗博科（Goran Trobok，1974年9月6日—），是一名塞尔维亚籍职业足球运动员，曾经入选过塞尔维亚和黑山国家队。
2005年，特罗博科曾经在中国足球超级联赛上海申花效力，不过虽然是前塞尔维亚国脚和莫斯科斯巴达球员，而且出场了几乎全年所有的联赛，但是因为全年表现平平而未被球队续约。